# .ms
.ms為英國海外領地蒙特塞拉特國家及地區頂級域（ccTLD）的域名。

## 使用
微软将其用作ch9.ms或OneDrive的1drv.ms等项目的缩写。同时，AKA.ms被广泛用作Microsoft网站（例如 http://aka.ms/MFAsetup 和 http://aka.ms/Azure/IaaSOpsGuide ）的短链接生成器。
位于美国密西西比州或与之相关的网站也使用.ms域名，因为MS是该州的官方美国邮政服务的缩写。
由于MS是巴西马托格罗索州的官方缩写，因此位于该州南部的一些公司使用该顶级域名。
由于MS是威斯特伐利亚的德国小镇明斯特的官方车辆牌照代码，因此在该市的一些公司和组织也使用了该顶级域名 。
《纽约时报》使用.ms作为指向该报官方网址的永久链接的顶级域名。例如，http://nyti.ms/1kZ2CtM 指的是乔·诺塞拉（Joe Nocera）在2014年6月16日发表的专栏文章。通过http://nyti.ms/ 即可访问《纽约时报》首页。
希拉里·克林顿在2016年美国总统选举期间使用域名http://hrc.ms。

## 外部連結
- IANA .ms whois information（页面存档备份，存于）
- .ms domain registration website（页面存档备份，存于）
- Domain Hacks Suggest（页面存档备份，存于）